# The Velocipastor
The Velocipastor, reso graficamente come The VelociPastor, è un film del 2019 scritto e diretto da Brendan Steere.
Dopo la proiezione al B-Movie, Underground e Trash (BUT) Film Festival il 31 agosto 2018, il film è stato distribuito negli Stati Uniti il 13 agosto 2019 dalla Wild Eye Releasing.

## Trama
Doug Jones è un prete. Un giorno esce da una chiesa nell'istante in cui i suoi genitori muoiono in seguito all'esplosione in un'auto. Dopo l'incidente, si reca in Cina per un viaggio spirituale e si imbatte in un manufatto che si dice abbia il potere di trasformare le persone nel "Dragon Warrior". Dopo il contatto con il manufatto, Doug inizia ad avere incubi e una notte a tarda ora entra in una foresta, dove si trasforma in un dinosauro e salva Carol, una prostituta, da un delinquente. La mattina dopo, Doug si sveglia nudo nel letto di Carol, credendo di aver fatto sesso con la donna, dal momento che non si ricorda gli avvenimenti della notte prima. Dopo che Carol gli ha raccontato i fatti della sera prima, Doug realizza cosa sia accaduto. Carol cerca quindi di convincere Doug a usare il suo nuovo potere per combattere il crimine e sbarazzarsi delle persone che entrambi credono non possano essere salvate in nome della chiesa, ma senza successo. Doug torna in chiesa per confessare i fedeli e finisce per parlare con Frankie Mermaid, il magnaccia di Carol. Nel corso della loro conversazione, Doug scopre che Frankie Mermaid è il responsabile dell'uccisione dei suoi genitori e, infuriatosi, lo uccide. Doug, ora sicuro di voler combattere il crimine, ritorna da Carol, bisognoso del suo aiuto per portare a termine il loro piano di abbattere i criminali. Padre Stewart viene a conoscenza del nuovo potere di Doug e decide di parlargli, cercando di incoraggiarlo a liberarsene e smettere di uccidere. Stewart porta Doug a vedere Altair, un esorcista, nella speranza che un esorcismo possa annullare il potere di Doug. Durante un flashback, veniamo a conoscenza del passato in guerra di padre Stewart, quando un suo commilitone di nome Ali venne colpito mentre aveva la guardia abbassata e la sua amata Adeline venne uccisa in un tragico incidente, calpestando una mina. Tornando al presente, Altair fallisce l'esorcismo e Doug si trasforma, strappando un occhio a padre Stewart. Doug torna da Carol ma viene prima affrontato da diversi ninja. Padre Stewart si sveglia in un accampamento di ninja cristiani spacciatori di droga, guidato da Wei Chan: costui spiega il suo piano per vendere alle persone cocaina per poi negare loro altre dosi, sperando che la dipendenza le porti a rivolgersi alla chiesa, che Wei vuole controllare per allargare il suo esercito. Padre Stewart si oppone a questa idea e viene pertanto ucciso. Doug e Carol sono successivamente affrontati dai ninja ed escogitano un piano per fermare Wei Chan. Doug viene fermato da Sam, il Ninja Bianco, che in seguito il protagonista realizzerà essere suo fratello. Doug cattura Sam all'improvviso e usa una qualche forma di telecinesi per prendere la spada di Sam e ucciderlo. Doug e Carol combattono contro altri ninja, durante questo scambio sia Doug che Carol sono gravemente feriti. Doug allora si trasforma e combatte i ninja rimanenti prima di essere colpito da Wei Chan con una freccia contenente l'antidoto per annullare gli effetti della trasformazione di Doug. Le mani di Doug, però, sono immuni a tale filtro e riesce comunque a uccidere Wei Chan. Doug trasporta Carol all'ospedale dove si riprende e si rimette del tutto. Doug, ora con una taglia sulla sua testa, non è più un prete: lui e Carol decidono di viaggiare per il mondo portando avanti la loro idea originale di uccidere i criminali.